# 遠州鉄道湖西営業所
遠州鉄道湖西営業所（こさいえいぎょうしょ）とは、遠州鉄道（遠鉄バス）にかつて存在した営業所の一つである。静岡県湖西市を主に、浜松市の路線の一部を管轄していた。
廃止直前には、原則として路線はすべて雄踏営業所と共管であり、全路線を雄踏営業所が引き継いだ。

## 所在地
静岡県湖西市吉美3270-5飯田ビル1F

## 沿革
2006年9月30日 - この日をもって廃止

## 廃止時の所管路線
系統やバス停名は営業所廃止時点でのものである。

### 湖西市自主運行バス
- すやま - 鷲津駅 - 湖西市役所 - 白須賀 - ソニー前

遠鉄バス新所原線をルーツとする。

### 新居町自主運行バス
- 新弁天 - 向島 - 新居弁天 - ひばりヶ丘 - 新居町駅 - 新居支所前 - 大倉戸口

### 浜名線
- 10：浜松駅 - 高塚 - 舞阪総合事務所 - 新弁天 - 鷲津駅 - 正太寺
- 10：浜松駅 - 高塚 - 舞阪総合事務所 - 新弁天
- 11：新弁天 - 舞阪小学校 - 高塚 - 浜松駅
- 12：浜松駅 - 高塚 - 馬郡車庫

### 鶴見富塚じゅんかん
- ８・８：浜松駅 - せいれい病院 - 富塚車庫 - 医療センター - 市役所前 - 浜松駅
- 91：浜松駅 - 名塚 - 飯田 - 鶴見中 - 新貝住宅

### 志都呂宇布見線
- 20：浜松駅 - 西伊場 - 入野 - 志都呂 - 宇布見 - 山崎
- 20：浜松駅 - 西伊場 - 入野 - イオン志都呂ショッピングセンター - 舞阪駅

### 掛塚さなる台線
- ９：浜松駅 - 鴨江観音 - 佐鳴台団地 - 医療センター

### 大平台線
- ８-22：浜松駅 - 市役所前 - 広沢小学校 - 医療センター - 佐鳴湖入口 - 入野 - 大平台一丁目
- ９-22：浜松駅 - 鴨江観音 - 入野 - 大平台一丁目

### 伊佐見線
- ８-33：浜松駅 - 市役所前 - 広沢小学校 - 医療センター - 伊佐見小学校 - 大人見 - 山崎

### 大塚ひとみヶ丘線
- ６：浜松駅 - 北寺島 - 西伝寺 - 大塚南 - 新貝住宅
- 36： 浜松駅 - 市役所前 - 富塚 - 神田原 - ひとみヶ丘中 - 山崎

### 大久保線
- 37：浜松駅 - 市役所前 - 富塚 - 大久保 - 宇布見 - 山崎

### 遠州浜蜆塚線
- ０：浜松駅 - 高町 - 蜆塚坂上 - 佐鳴台団地
  - 湖西営業所のバスは遠州浜方面への乗り入れはしていなかった。

### 蒲小沢渡線
- 16：浜松駅 - 法枝町 - 小沢渡 - 柏原西
- 78：浜松駅 - 労災病院 - 丸塚町 - 下石田南 - 産業展示館

## 管轄廃止路線
2004年3月31日
- 湖西線
  - 清源坂 - リステル浜名湖 - 三ヶ日車庫（ - 三ヶ日高校）